# Rio Pardo (vattendrag i Brasilien, São Paulo, lat -20,17, long -48,63)
Rio Pardo är ett vattendrag i Brasilien.   Det ligger i delstaten São Paulo, i den sydöstra delen av landet, 500 km söder om huvudstaden Brasília.
Trakten runt Rio Pardo består till största delen av jordbruksmark. Runt Rio Pardo är det glesbefolkat, med 9 invånare per kvadratkilometer.